# Reggeli a szabadban
A Reggeli a szabadban (Le Déjeuner sur l'herbe) Édouard Manet festménye, amely a párizsi Musée d’Orsay gyűjteményének része.

## Keletkezése
Manet a festményt a Visszautasítottak kiállításán (Salon des Refusés) mutatta be 1863-ban, miután azt az évi hivatalos párizsi szépművészeti tárlat (Salon) bírálói elutasították. A kép nagy vihart kavart. A viták és a felháborodás fókuszában a meztelenség állt. A ruhátlan alakok ugyan évszázadok óta kedvelt figurái voltak a festőknek, a meztelenség azonban a mitológiai és történelmi témáknak, szereplőknek volt fenntartva a kor képzőművészetében. Ezzel szemben Manet meztelen nője nyilvánvalóan kortárs, felöltözött férfiak társaságában, őszintén, idealizáltságtól mentesen megfestett testét egyáltalán nem takarva, nem szégyellve, a szemlélőre nyíltan tekintve ült egy erdei tisztáson.
Manet tudatosan ment szembe a társadalmi és akadémikus normákkal, célja az volt, hogy modern témaválasztással intézzen támadást a hagyományosan elfogadott mitológiai és történelmi történeteket ábrázoló képek ellen. A kortárs világot és az abban élő emberek kapcsolatait akarta idealizáltság nélkül ábrázolni. Arra törekedett, hogy a kép szemlélője konfrontálódjon a művészetről és a szépségről benne élő elképzelésekkel, és rájöjjön: a festészet témája nemcsak valami heroikus, fennkölt tárgy lehet, hanem a mindennapi élet és az átlagos emberek reprezentációja is. Elütött a szokásostól Manet festési stílusa is, amelyet könnyed ecsetkezelés és a színek merész megválasztása jellemzett; fontosabbnak tartotta a fény- és színhatások megjelenítését, mint a részletek aprólékos kidolgozását.
A kép fordulópontot jelentett a képzőművészetben. A szépművészeti konvenciók áthágása megteremtette a lehetőséget a majdani impresszionisták megjelenéséhez, akik teljesen másként kezelik majd az ecsetet, másként választanak a festékpalettáról és a témák közül, mint elődeik. A Reggeli a szabadban a művészi fejlődés és a hivatalos normák elleni lázadás szimbóluma lett.
Mindazonáltal a kép kompozícióját klasszikus képek inspirálták, köztük Tiziano Vecellio pásztorjelenete, amelyet Manet korában még Giorgionénak tulajdonítottak. Ezen a képen két meztelen múzsa társaságában látható két zenész. A festményt akkor még Kísértés címen ismerték. A központi alakok elhelyezkedése Marcantonio Raimondi – Raffaello Sanzio Parisz ítélete alapján készült – metszetéről származik. Felfedezhetők a japán nyomatok hatása is a képen, amelyek a 19. században nagy népszerűségnek örvendtek a francia képzőművészek körében. Manet csodálta azok perspektíváját, erős körvonalaikat, díszítő motívumaikat, stilizált elemeiket. Manet sokat merített a realizmusból is, amikor idealizáltság nélkül, hús-vér valójukban festette meg alakjait.
A képen szereplő meztelen nő modellje, Victorine Meurent volt, akit Manet sokszor megfestett, például Olympia vagy A vasút című képén. A mögötte ülő férfi a festő sógora, Ferdinand Leenhoff szobrász, míg a művészek körében népszerű fezt Manet fivére, Eugène vagy Gustave viseli. A negyedik alak, a kép hátterében folyó patakban álló, abból tenyerével vizet merítő nő, Waldemar Januszczak brit művészettörténész szerint, pisilés után tisztítja magát.